# (+)-メントフランシンターゼ
(+)-メントフランシンターゼ（(+)-menthofuran synthase）は、次の化学反応を触媒する酸化還元酵素である。
この酵素の基質は(+)-プレゴン、NADPH、H+とO2で、生成物は(+)-メントフラン、NADP+とH2Oである。
組織名は(+)-pulegone,NADPH:oxygen oxidoreductase (9-hydroxylating)で、別名にmenthofuran synthase、(+)-pulegone 9-hydroxylase、(+)-MFS、cytochrome P450 menthofuran synthaseがある。